# Anthony Caro
Anthony Caro (New Malden, Surrey, 8 de marzo de 1924 - 23 de octubre de 2013) fue un escultor británico y sefardí. Su obra escultórica de estilo abstracto se caracterizó por el ensamblaje de objetos industriales metálicos de desecho.

## Biografía
Fue alumno del Christ's College de la Universidad de Cambridge. Anthony Caro descubrió el arte moderno trabajando con Henry Moore, de quien fue asistente desde 1951 hasta 1953. Después de conocer a Clement Greenberg, Kenneth Noland y al escultor David Smith al comienzo de los años sesenta después de su viaje a los Estados Unidos, fascinado por su enfoque, abandonó el trabajo figurativo de sus inicios para orientarse hacia esculturas hechas con soldaduras o ensamblajes de piezas metálicas prefabricadas (en acero, en hierro, o aleaciones), creando piezas de diversas formas. A menudo pintaba el producto final con colores planos vivos.
Falleció de un ataque al corazón el 23 de octubre de 2013, a los 89 años.

## Otras lecturas
- Barker, Ian, Anthony Caro: Quest for the New Sculpture (Aldershot: Lund Humphries, 2004) ISBN 978-0-85331-910-8.
- Reid, Mary, Anthony Caro: Drawing in Space (Farnham: Lund Humphries, 2009) ISBN 978-1-84822-030-0.
- Wilkin, Karen, Anthony Caro: Interior and Exterior (Farnham: Lund Humphries, 2009) ISBN 978-1-84822-031-7.
- Julius Bryant, Julius, Anthony Caro: Figurative and Narrative Sculpture (Farnham: Lund Humphries, 2009) ISBN 978-1-84822-032-4.
- Westley Smith, H.F., Anthony Caro: Small Sculptures (Farnham, Lund Humphries, 2010) ISBN 978-1-84822-051-5.
- Moorhouse, Paul, Anthony Caro: Presence (Farnham, Lund Humphries, 2010) ISBN 978-1-84822-053-9.
- Saunders, Wade, Anthony Caro Recent Sculptures (Baltimore, C. Grimaldis Gallery, 1987).
- Millard, Charles, Anthony Caro Works of the 1980s (Baltimore, C. Grimaldis Gallery, 1989).
- Payton, Neal, "Anthony Caro Sculpture: Towards Architecture, Recent Bronzes" (Baltimore, C. Grimaldis Gallery, 1994) ASIN B0006RO25G.
- Adams, Virginia K., "Anthony Caro A Survey" (Baltimore, C. Grimaldis Gallery, 2004) ASIN B003X59K3C.
- Anthony Caro in the National Gallery of Australia's Kenneth Tyler Collection